# Línea braille

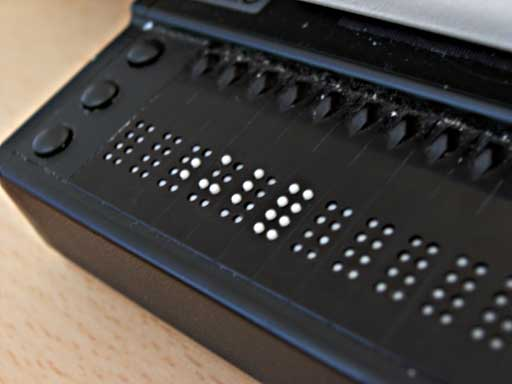
Imagen de una línea braille.

Una línea braille es un dispositivo electrónico que permite la salida de contenido en código braille desde otro dispositivo, al cual se ha conectado, permitiendo a una persona ciega o con baja visión acceder a la información que éste le facilita. En algunos sitios se pueden referir a las líneas braille como pantallas braille.
Las líneas braille muestran de forma táctil la misma información que un "lector de pantalla". Por ello son útiles para las personas ciegas y en especial para las sordociegas.
Las líneas braille están compuestas de un conjunto de celdas, cada una con seis u ocho puntos, que permiten mostrar caracteres braille. Los puntos, a diferencia del braille impreso, pueden alternar entre las posiciones de subido y bajado, de forma que pueden variar de manera dinámica.

## Uso de una línea braille
La lectura en una línea braille es igual a la del braille impreso, la diferencia radica en que solo se lee sobre una o varias líneas que se van actualizando. Para ello los puntos pueden subir o bajar según los caracteres o símbolos que se deban representar en cada momento.
Las líneas braille están compuestas de celdas dispuestas en una o más filas de manera que la persona que la utiliza debe ir leyendo de un lado al otro y pulsar un botón para que la línea se actualice.
En los ordenadores se suele acoplar una línea braille debajo del teclado de manera que sea rápido el cambio de un periférico a otro.

## Seis y ocho puntos
Algunas líneas braille contienen celdas de solo seis puntos. Estos dispositivos utilizan el braille convencional. Estas líneas se utilizan para personas que no desean aprender braille de ocho puntos. Normalmente, las líneas braille incluyen celdas de ocho puntos. De esta forma pueden representar tanto braille de seis puntos como de ocho.

## Otras funciones
Las líneas braille suelen incluir un conjunto de botones que le dan mayor funcionalidad. Además de los botones para la actualización del contenido se pueden encontrar botones para cambiar de línea o párrafo, que permiten moverse por los textos de manera rápida sin tener que recurrir a otros teclados.

## Funcionamiento

### Puntos braille
Una línea braille está compuesta de varias celdas con seis u ocho pequeños cilindros metálicos que o sobresalen de la superficie por un agujero o se encuentran debajo de la superficie. Un mecanismo electro-mecánico permite que los cilindros suban y bajen, formando los caracteres Braille del texto que se desea leer, con cada celda siendo equivalente a una letra, un número, etc. La terminación superior de los cilindros metálicos es redondeada para facilitar su detección sin causar molestias en el dedo del lector, permitiendo al dedo ir resbalando por los sucesivos puntos de la línea.

### Tipos de conexión
Los dispositivos braille más antiguos suelen utilizar la línea serie o el cable paralelo para su conexión al ordenador o a otros periféricos. Estos dispositivos tienen el inconveniente de que deben ser conectados con el ordenador apagado.
Hoy en día los dispositivos braille ya usan las conexiones más habituales en los equipos informáticos actuales, como son el cable USB y el Bluetooth. Esto ha permitido que se puedan aplicar a otros tipos de aparatos como pueden ser los móviles y las PDA.

### Transmisión de la información a la línea braille
Las líneas braille al igual que otros periféricos necesitan un driver para ser utilizadas. Este driver suele ser igual o parecido al que se utiliza en los lectores de pantalla.
Este se conecta dentro de una sucesión de driver que va recibiendo la información que la pantalla le envía. Cada uno de los driver va realizando una serie de operaciones con ella y luego le pasa la información recibida al siguiente driver.
De esta manera se pueden utilizar varios dispositivos simultáneamente. Por ejemplo, la información puede ser recibida por el lector de pantalla, que toma los datos necesarios y los lee, y a continuación el driver del magnificador toma la imagen de la pantalla y la amplía, enviándole al driver de la tarjeta gráfica solo la parte de la pantalla que se debe mostrar.

### ¿De donde saca la información?
La línea braille puede funcionar de varias maneras, según estemos en un entorno de texto o gráfico.
En los entornos shell la línea solo tiene que reproducir en braille los caracteres que se muestran en pantalla.
En entornos gráficos es necesario añadir más información. Las líneas braille y los lectores de pantalla pueden acceder a textos y menús de forma fácil, pero otros componentes son más difíciles de interpretar. Por ello las APIs suelen permitir a los programadores y diseñadores de interfaces añadir a sus componentes de ventana información que permita ser leída por este tipo de programas y dispositivos.
Por ejemplo la etiqueta "<img>" para poner imágenes en código HTML, que se utiliza en las páginas web, incluye el atributo "alt", que permite dar una descripción (no visible, salvo que el enlace a la foto esté roto) que sirve para dar una descripción a la persona ciega.
<IMG src = "…" alt = "logo de Wikipedia">
Es altamente recomendable que los programadores y diseñadores añadan este tipo de información, dando una información clara y descriptiva a las personas que usan estos medios.
Hay que tener en cuenta que la información debe ser acorde con el contenido y que no se dedique a describir lo que ya es obvio (por ejemplo decir "esto es un botón"), ni dar un exceso de información que pueda hacer más lenta y/o difícil el uso de las aplicaciones por parte del usuario ciego.